# ヘンリー・ウィンター
ヘンリー・ウィンター（Henry Winter, 1963年2月18日 - ）は、イギリス・ロンドン出身のスポーツジャーナリスト。イスラーム学者のティモシー・ウィンターは弟である。

## 経歴
ウェストミンスター・スクールとエディンバラ大学を卒業後、1年の間、ロンドンでスポーツ雑誌制作の仕事に携わり、その後、インデペンデント紙でスポーツ記事や学校記事を執筆した。1994年にデイリー・テレグラフ紙に移り、主にサッカー記事を執筆している。ドイツで開催された2006 FIFAワールドカップの際には毎日配信のウェブキャストに関わり、特にイングランド代表の情報を提供した。Sky Sportsの「サンデー・サプリメント」など、テレビでの討論番組に出演することもあり、また「BBC ラジオ5・ライヴ（主にスポーツ中継を担当する局）の解説者も務めた。
かつてはフォーフォーツー誌にコラムを執筆していた。リヴァプールFCのケニー・ダルグリッシュ、ジョン・バーンズ、スティーヴン・ジェラードの自伝出版の際にはゴーストライターを務めた。「FA機密」(FA Confidential)という書籍をFAの元最高責任者であるデヴィッド・デイヴィスと共書した。アフリカの社会事業団体であり、ケニアとザンビアでサッカーボールを製造している「アライブ&キッキング」(Alive & Kicking)の理事を務めている。2012年、UK出版業界新聞によって「イギリスで最も影響力のあるスポーツライター10人」のひとりに選出された。

## 人物の
スポーツ新聞のエース記者ということもあり、試合のない週末が大の苦手。